# What If (chanson)
Pour les articles homonymes, voir What If.
What If est une chanson interprétée par l'actrice Kate Winslet. Sorti en single en novembre 2001, le titre est un extrait de la bande originale du film d'animation Un chant de Noël, dans lequel elle prête sa voix au personnage de Belle.

## Classement hebdomadaire
| Classement (2001-2002)                 | Meilleure position |
| -------------------------------------- | ------------------ |
| Allemagne (Media Control AG)           | 6                  |
| Autriche (Ö3 Austria Top 40)           | 1                  |
| Belgique (Flandre Ultratop 50 Singles) | 1                  |
| Irlande (IRMA)                         | 1                  |
| Pays-Bas (Nederlandse Top 40)          | 3                  |
| Royaume-Uni (UK Singles Chart)         | 6                  |
| Suisse (Schweizer Hitparade)           | 4                  |